# Астахов Віктор Іванович
Астахов, Віктор Іванович (29 травня 1922, с. Маліво Коломенського району Московської губернії, тепер Московська область, Російська Федерація — 22 червня 1972, Харків) — історик, історіограф, дослідник історії міста Харків та Харківського університету, доктор історичних наук (1963), професор (1964), проректор Харківського державного університету (1963—1972).

## Біографія

### Юність
У 1939 році студент Московського хутрового інституту, в 1940 році перевівся до Московського інституту філософії, літератури та мистецтва. У 1941 році добровольцем вступив до лав Червоної Армії. Під час Другої світової війни воював на Далекосхідному фронті.
Після війни продовжив навчання на історичному факультеті (1946—1950) та в аспірантурі ХДУ. У 1953 році захистив кандидатську дисертацію «Студенческое движение в Харьковском университете накануне и в период Первой русской революции (1895—1907 гг.)» (ХДУ, науковий керівник — проф. А. Г. Слюсарський).

### Освітня та наукова діяльність
З 1955 по 1959 рік доцент кафедри історії СРСР та УРСР. В 1956 році очолив один із перших цілинних студентських загонів Харкова.
У липні 1959 — 16 вересня 1961 року — секретар Харківського обласного комітету КПУ з питань ідеології.
З 1961 до 1963 року — завідувач кафедри історіографії та допоміжних історичних дисциплін Харківського державного університету.
З 1963 року — проректор Харківського державного університету із навчальної частини. Захистив докторську дисертацію за монографією «Русская историография второй половины XIX века» (ХДУ, 1963). Створив і очолив першу в Україні та одну з перших у вищих навчальних закладах СРСР кафедру історіографії, допоміжних історичних дисциплін та методики історії (1963—1972). Викладав загальні курси: історія СРСР, історіографія історії СРСР, джерелознавство історії СРСР, спецкурси.
Автор понад 100 наукових праць. Під його науковим керівництвом захищено 2 кандидатські дисертації.
Був членом редколегії «Ученых записок» («Труды исторического факультета ХГУ»), «Вестника Харьковского университета» (серія «История»), республіканської міжвідомчої наукової збірки «Питання історії народів СРСР».
Нагороджений Почесним знаком ЦК ВЛКСМ «За освоєння нових земель», орденом Трудового Червоного Прапора (1967).

### Смерть
Помер 22 червня 1972 року у віці 50-ти років і похований на Харківському міському кладовищі № 2.

## Пам'ять
З 1992 року на історичному факультеті ХНУ імені В. Н. Каразіна один раз на два роки проходить міжнародна наукова конференція — «Астаховські читання».
Матеріали конференції публікуються у фаховому видані — «Харківський історіографічний збірник».

## Основні праці
- Революционные события 1905—1907 гг. в Харькове и губернии (Х.,1955, у співавторстві).
- Харьковский государственный университет им. А. М. Горького за 150 лет (Х., 1955, у співавторстві).
- Пролетаріат Харкова у трьох революціях (Х., 1959, у співавторстві).
- Курс лекций по русской историографии. Ч. 1. До середины XIX в. (Х., 1959).
- Курс лекций по русской историографии. Ч. 2. Эпоха промышленного капитализма (Х., 1962).
- Історія міст і сіл Української РСР. Харківська область (К., 1967, у співавторстві; 2-е вид. — К., 1976).
- Нариси історії Харківської обласної партійної організації (Х., 1970, у співавторстві).